# Paul Meyer (Architekt, 1939)

Paul Meyer

Paul Meyer (* 2. Mai 1939 in  Aarau) bzw. Paul Meyer-Meierling ist ein Schweizer Architekt und emeritierter Professor der ETH Zürich.

## Werdegang
Paul Meyer besuchte in Aarau auch die Primar- und Mittelschule, danach studierte an der ETH Zürich Architektur.
Er erwarb sein Architekturdiplom 1964 an der ETH Zürich. Danach hat er eine Assidenzstelle bei Jacques Schader. Danach folgte ein Aufenthalt in Kapstadt in Südafrika, wo der als Universitätsdozent und auch als Mitarbeiter eines Architekturbüros tätig war. Nach einer mehrmonatigen Studienreise mit seiner Frau war er ab 1968 Projektleiter und später stellvertretender Geschäftsleiter der Firma Metron in Brugg. Von 1973 bis 1986 leitete er die Abteilung Universitätsbauten des Kantons Zürich. Im Januar 1987 wurde er zum ordentlichen Professor für Architektur und Baurealisation am Institut für Hochbautechnik der ETH Zürich berufen. Dieses Institut leitete er als Vorsteher von 1992 bis 1997. Die ordentliche Professur endete am 30. September 2004, als er in den Ruhestand trat.
Seit 1991 besitzt er ein eigenes Architekturbüro und von 1999 bis 2003 war er Mitinhaber der data top GmbH eine Firma für das Projektmanagement.

## Schwerpunkte und Forschung
Als Professor unterrichtete er an der ETH als Teil des konstruktiven Entwurfsunterrichts in den Fächern «Gesamtleitung von Bauten», «Bauorganisation», «Bauprozess in der Praxis» und «Bauökonomie». Er leite auch das berufsbegleitende zweijährige Nachtdiplomstudium «Gesamtleitung von Bauten».
Schwerpunkte der Forschung waren die Optimierung des Projektierungs- und Bauprozesses sowie der Unterhaltsproblematik von Bauten.